# The King of Fighters: Maximum Impact
The King of Fighters: Maximum Impact est un jeu de combat en 3D développé par SNK Playmore et Noise Factory et édité par SNK Playmore, sorti en 2004-2005 sur PlayStation 2 et Xbox.
Il s'agit d'un spin-off de la série The King of Fighters. C'est le 1er à être réalisé en 3D.

## Système de jeu
Contrairement à ses prédécesseurs, le mode arcade de The King of Fighters Maximum Impact ne se concentre pas sur du combat en équipe, revenant à un système plus classique de un contre un, les personnages se battant seul. Le système de combat se concentre sur les combos, et se rapproche fortement de celui de Tekken.
D'autres modes de jeu sont aussi disponibles:
- Le mode versus, où il est possible de s'affronter 3 contre 3, ou en solo, que ce soit contre l'ordinateur ou un autre joueur.
- Le mode Time Attack, qui demande au joueur de battre le plus grand nombre de personnages possibles en un minimum de temps.
- Le mode Missions, décomposé en 4 niveaux décomposés en 10 missions, où il faudra remplir certaines conditions pour remporter un combat.

## Scénario
Addes, le groupe le plus puissant de Southtown voit son chef Fate mourir quelque temps avant les jeux décidant de sa succession, tué par Duke. Le membre des Mephistopheles, contrôlé par ce même Duke prend alors le pouvoir et fait régner la terreur. Quelques années plus tard, les gang des Mephistopheles lance son propre tournoi, en se faisant passer pour une association caritative. Alba et Soiree, enfants adoptifs de Fate sont contactés afin de mettre à mal les plans de Duke.